# Berlandina corcyraea
Berlandina corcyraea är en spindelart som först beskrevs av Octavius Pickard-Cambridge 1874.
Berlandina corcyraea ingår i släktet Berlandina och familjen plattbuksspindlar. Inga underarter finns listade i Catalogue of Life.